# Clean Air for Europe
Clean Air for Europe (Saubere Luft für Europa), abgekürzt CAFE, ist eine kohärente und langfristige thematische Strategie der Europäischen Kommission für die Bekämpfung der Luftverschmutzung in Europa. In diesem Programm sollen alle für die Erhaltung und Verbesserung der Luftqualität relevanten Faktoren berücksichtigt werden und die einzelnen Instrumente national und international aufeinander abgestimmt werden. CAFE begründet sich in dem sechsten Umweltaktionsprogramm der Europäischen Union (2002–2012), das die Ausarbeitung einer thematischen Strategie zur Luftreinhaltung forderte, um die bestehenden Maßnahmen zu bündeln und einen integrierten Ansatz zu dem Problem zu entwickeln.

## Ziele und Inhalte
Mit Mitteilung vom 4. Mai 2001 schlug die Europäische Kommission das Programm CAFE vor und bekam vom Rat den Auftrag, ein entsprechendes Arbeitsprogramm zu entwickeln. Als Ergebnis stellte die Kommission der Öffentlichkeit am 21. September 2005 ihre thematische Strategie vor, die Mitteilung der Kommission an den Rat und das Europäische Parlament – Thematische Strategie zur Luftreinhaltung.
Allgemeines Ziel von CAFE ist es, eine langfristige, strategische und integrierte Politik zum Schutz gegen die Auswirkungen der Luftverschmutzung auf die menschliche Gesundheit und die Umwelt zu entwickeln. Angestrebt wird, die Luftverschmutzung so weit zu verringern, dass von ihr keine erheblichen negativen Auswirkungen für Mensch und Umwelt ausgehen und sie keine entsprechenden Gefahren verursacht.
CAFE ist eine von sieben vorgesehenen thematischen Strategien des sechsten Umweltaktionsprogramm. Die anderen Strategien betreffen die Bereiche Meeresumwelt, Abfallvermeidung und -recycling, nachhaltige Nutzung der Ressourcen, Böden, Pestizide und städtische Umwelt. Das EU-Recht zur Luftqualität basiert auf Daten der Weltgesundheitsorganisation (WHO).
Die Strategie soll insbesondere enthalten:
- Eine gründliche Überprüfung der Angemessenheit und Wirksamkeit der bestehenden Rechtsvorschriften der Gemeinschaft und nationaler Programme zur Behandlung der verbleibenden Luftverschmutzungsprobleme, wobei die Erfordernisse des Schutzes von Risikogruppen einschließlich gegebenenfalls der Überarbeitung oder Ergänzung der Luftqualitäts- und Ablagerungsziele berücksichtigt werden sollen;
- eine detaillierte Beschreibung der verfügbaren Luftqualitäts- und Ablagerungsdaten und Indikatoren zur Unterrichtung der Öffentlichkeit sowie die Bezugnahme darauf;
- die Ergebnisse einer detaillierten Analyse der Frage, welche weiteren Maßnahmen zur Einhaltung der Luftqualitäts- und Ablagerungsziele erforderlich sein könnten;
- Vorschläge für neue oder überarbeitete Richtlinien über die Luftqualität und nationale Emissionshöchstgrenzen;
- ein Bericht über den Stand der einschlägigen Politik in verwandten Bereichen, einschließlich der Entwicklung von Emissionsminderungsmaßnahmen.

Am 22. September 2021 legte die WHO eine neue Leitlinie zur Luftqualität vor. Diese enthält deutlich geringere Richtwerte für die empfohlene Maximalbelastung mit Feinstaub und Stickstoffdioxid (NO2) als zuvor.

## Schwerpunkte
Schwerpunkte der Strategie ist die Verringerung der Emissionen von:
- Partikeln
- Ozon (O3)
- Stickstoffoxid (NO)
- Probleme im Zusammenhang mit der Versauerung, Eutrophierung und anderen durch Schadstoffablagerung (Deposition) verursachten Problemen, einschließlich des kulturellen Erbes (verstärkte Verwitterung durch Luftverschmutzung)

## Luftqualitätsrichtlinie (2008)
Im Jahr 2008 wurde zur Umsetzung der Strategie die Richtlinie 2008/50/EG über Luftqualität und saubere Luft für Europa (auch Luftqualitätsrichtlinie oder manchmal CAFE-Richtlinie) verabschiedet. Sie trat 2008 in Kraft und war von den Mitgliedstaaten bis 2010 umzusetzen. Die Richtlinie ersetzte als neues zentrales rechtliches Instrument:
- Richtlinie 96/62/EG über die Beurteilung und die Kontrolle der Luftqualität (Luftreinhalte-Rahmen-RL);[13]
- Richtlinie 1999/30/EG über Grenzwerte für Schwefeldioxid, Stickstoffdioxid und Stickstoffoxide, Partikel und Blei in der Luft (1. Tochter-RL);[14]
- Richtlinie 2000/69/EG über Grenzwerte für Benzol und Kohlenmonoxid in der Luft (2. Tochter-RL);[15]
- Richtlinie 2002/3/EG über den Ozongehalt der Luft („Dritte Tochterrichtlinie“)[16] sowie
- Entscheidung 97/101/EG des Rates zum Daten- und Informationsaustausch bezüglich der Luftqualitätsmessung der Mitgliedstaaten.[17]

Die Richtlinie übernahm die bestehenden Grenzwerte für Stickstoffdioxid, Stickstoffoxide, Feinstaub der Größe PM10, Schwefeldioxid, Benzol, Kohlenmonoxid und Blei. Die Kommission hatte mit ihrem Richtlinienvorschlag die Gefahr dargelegt, die von Feinstäuben mit einer Größe von unter 10 μm Durchmesser ausging. Daher wurden für die Konzentration von Feinstaub der Größe PM2,5 neue Standards und Grenzwerte eingeführt. Neu war auch, dass die Belastung nicht an besonders belasteten Orten bewertet werden sollte, sondern im gesamten städtischen Raum, um für mehr Einwohner die Luftqualität zu verbessern.
Die Mitgliedstaaten mussten Programme und Maßnahmen erarbeiten und umsetzen, um die in der Richtlinie definierten Grenzwerte einzuhalten. Die Richtlinie enthält Überwachungs- und Berichtspflichten, die es auch ermöglichen sollen, die Entwicklung der Luftverschmutzung zu prognostizieren und rechtzeitig Gegenmaßnahmen zu ergreifen.

## Maßnahmenpaket für saubere Luft (2013)
Am 18. Dezember 2013 wurde das Maßnahmenpaket für saubere Luft von der Europäischen Kommission veröffentlicht. Es enthält Zielvorgaben für die Verringerung der gesundheitlichen und ökologischen Auswirkungen der Luftverschmutzung bis 2030 sowie Legislativvorschläge zur Umsetzung strengerer Normen für Emissionen und Luftverschmutzung. Es soll eine Luftqualität sichergestellt werden „von der keine inakzeptablen Auswirkungen bzw. Gefahren für Mensch und Umwelt ausgehen“, die die europäische Volkswirtschaft belasten.

## Deutschland
Saubere Luft als Gegenstand der Politik in Deutschland manifestierte sich erstmals umfassend im Bundes-Immissionsschutzgesetz von 1974. Wesentlich für die gegenwärtige Luftreinhaltepolitik ist die Entwicklung von Instrumenten des Luftqualitätsmanagements und des integrierten Umweltschutzes und auf die Begrenzung der globalen Erwärmung gerichteten Maßnahmen zur Minderung der durch menschliches Handeln verursachten Treibhausgas-Emissionen. Auch mit Energieeffizienzinitiativen werden erhebliche Beiträge geleistet.